# Liste der Naturdenkmäler in Innichen
Die Liste der Naturdenkmäler in Innichen (italienisch San Candido) enthält die 14 als Naturdenkmal ausgewiesenen Objekte auf dem Gebiet der Gemeinde Innichen in Südtirol.
Basis ist das im Internet einsehbare offizielle Verzeichnis der Naturdenkmäler in Südtirol (Stand: 23. Januar 2015). Dabei kann es sich um botanische, geologische oder hydrologische Naturdenkmäler handeln. Die Reihenfolge in dieser Liste orientiert sich an der ID, alternativ ist sie auch nach dem Namen sortierbar.

## Liste
| Foto |                 | Name                                                                     | Standort                     | Beschreibung                              |
| ---- | --------------- | ------------------------------------------------------------------------ | ---------------------------- | ----------------------------------------- |
| ja   | Datei hochladen | Drauursprung ID: 028_G01                                                 | 46° 43′ 22″ N, 12° 15′ 10″ O | Hydrologisches Naturdenkmal: Quelle       |
| BW   | Datei hochladen | Kreuzwiesenmoos ID: 028_G02                                              | 46° 43′ 47″ N, 12° 16′ 23″ O | Hydrologisches Naturdenkmal: Feuchtgebiet |
| BW   | Datei hochladen | Bindermoos ID: 028_G03                                                   | 46° 43′ 59″ N, 12° 15′ 44″ O | Hydrologisches Naturdenkmal: Feuchtgebiet |
| BW   | Datei hochladen | Wieslehenmoos ID: 028_G04                                                | 46° 45′ 19″ N, 12° 19′ 22″ O | Hydrologisches Naturdenkmal: Feuchtgebiet |
| BW   | Datei hochladen | Seitenmoränen des Schlern Stadiums des Untertalgletschers ID: 028_P01    | 46° 42′ 56″ N, 12° 17′ 8″ O  | Geologisches Naturdenkmal: Moräne         |
| BW   | Datei hochladen | Endmoränen des Gschnitz Stadiums von Lokalgletschern ID: 028_P02         | 46° 43′ 1″ N, 12° 17′ 33″ O  | Geologisches Naturdenkmal: Moräne         |
| BW   | Datei hochladen | Endmoränen des Gschnitz Stadiums von Lokalgletschern ID: 028_P03         | 46° 41′ 23″ N, 12° 18′ 58″ O | Geologisches Naturdenkmal: Moräne         |
| BW   | Datei hochladen | Endmoränen des Gschnitz Stadiums von Lokalgletschern ID: 028_P04         | 46° 40′ 23″ N, 12° 17′ 52″ O | Geologisches Naturdenkmal: Moräne         |
| BW   | Datei hochladen | Seitenmoräne des Gschnitz Stadiums des Innenfeldtalgletscher ID: 028_P05 | 46° 39′ 22″ N, 12° 17′ 12″ O | Geologisches Naturdenkmal: Moräne         |
| BW   | Datei hochladen | Endmoränen des Daun Stadiums von Lokalgletschern ID: 028_P06             | 46° 42′ 23″ N, 12° 16′ 35″ O | Geologisches Naturdenkmal: Moräne         |
| BW   | Datei hochladen | Murkegel ID: 028_P07                                                     | 46° 42′ 23″ N, 12° 18′ 43″ O | Geologisches Naturdenkmal: Murkegel       |
| BW   | Datei hochladen | Verlandeter See im Innenfeldtal ID: 028_P08                              | 46° 40′ 1″ N, 12° 17′ 40″ O  | Hydrologisches Naturdenkmal: See          |
| ja   | Datei hochladen | Mineralquellen von Wildbad Innichen ID: 028_P09                          | 46° 43′ 0″ N, 12° 17′ 45″ O  | Hydrologisches Naturdenkmal: Quelle       |
| ja   | Datei hochladen | Drauquellen ID: 028_P10                                                  | 46° 43′ 19″ N, 12° 15′ 15″ O | Hydrologisches Naturdenkmal: Quelle       |

| Foto: | Fotografie des Naturdenkmals. Klicken des Fotos erzeugt eine vergrößerte Ansicht. Daneben finden sich zwei Symbole: |
| ID    | Identifikator bei der Abteilung Natur, Landschaft und Raumentwicklung der Südtiroler Landesverwaltung               |